# Francisco Aguirre
Francisco Aguirre (1908–?) – piłkarz paragwajski, lewy pomocnik, napastnik.
Przez większość swej kariery występował a barwach klubu Club Olimpia. Jako gracz Olimpii wziął udział w turnieju Copa América 1929, gdzie Paragwaj zdobył wicemistrzostwo Ameryki Południowej. Aguirre zagrał w dwóch meczach - z Argentyną i Peru.
Wciąż jako piłkarz Olimpii wziął udział w pierwszym mistrzostwach świata w 1930 roku, gdzie Paragwaj odpadł w fazie grupowej. Aguirre zagrał w jednym meczu - z USA.
W końcu lat 30. grał w Argentynie (w Córdobie).
Aguirre znalazł się w kadrze Paragwaju na turniej Copa América 1937, gdzie Paragwaj zajął 4. miejsce. Zagrał tylko w jednym meczu - z Brazylią.